# القيادة العليا للقوات المتحالفة في أوروبا
القيادة العليا للقوات المتحالفة في أوروبا (بالإنجليزية: Supreme Headquarters Allied Powers Europe)، هو المقر العسكري لعمليات قيادة الحلفاء التابعة لمنظمة حلف شمال الأطلسي (الناتو) التي تقود جميع عمليات الناتو في شتى أنحاء العالم. ويقع هذا المقر في قرية كاستو بالقرب من منس، بلجيكا.
يُعطى رئيس القيادة العليا للقوى المتحالفة في أوروبا وقائد عمليات الحلفاء، لقب القائد الأعلى للقوات المتحالفة في أوروبا (SACEUR)، وهو دائمًا فريق أول أو ضابط عَلَم أمريكي بأربع نجوم ويشغل أيضًا منصب قائد القيادة العسكرية الأمريكية في أوروبا.
كانت SHAPE المقر الرئيس للقيادة المتحالفة في أوروبا (ACE) منذ عام 1951 وحتى عام 2003. ومنذ عام 2003، أصبحت SHAPE المقر الرئيس لـ ACO، وهي تدير حلف شمال الأطلسي أيضًا خارج أوروبا. وعلى الرغم من توسع النطاق الجغرافي لأنشطتها، لكن SHAPE احتفظت باسمها التقليدي فيما يتعلق بأوروبا.

## تاريخ

### المقرات

#### 1 يناير 1951- 2 إبريل 1951: فندق استوريا، باريس، فرنسا.
وصل الجنرال أيزنهاور إلى باريس في الأول من يناير في عام 1951، وشرع سريعًا في العمل مع مجموعة صغيرة من المخططين لوضع هيكل للقيادة الأوروبية الجديدة. بدأت مجموعة التخطيط في فندق استوريا وسط باريس عملها، بينما بدأ تشييد مكان ثابت ودائم للقيادة.

#### 2 إبريل 1951 – 31 مارس 1967: روكينكور، إيفلين، فرنسا
في 2 أبريل من عام 1951، انتقلت قوات SHAPE إلى مقرها الدائم في بلدية روكينكور غرب المدينة مباشرة، في معسكر فولوسيو بجوار فرساي.
أخذ استياء فرنسا من البنية العسكرية لحلف شمال الأطلسي يتصاعد منذ عدة سنوات، وأصبحت الحكومات الفرنسية المتعاقبة غاضبة على نحوٍ متزايد من الهيمنة الأنجلو أمريكية على هيكل القيادة والنفوذ الفرنسي غير الكافي. وصرّح الرئيس شارل ديغول في فبراير من عام 1966، أن النظام العالمي المتغير «جرّد حلف شمال الأطلسي من مبرره» من أجل التكامل العسكري، وبعد فترة وجيزة، أعلنت فرنسا أنها ستنسحب من البنية العسكرية للحلف. أبلغت SHAPE وجميع منشآت حلف شمال الأطلسي الأخرى، بما في ذلك مقر الحلف وقوات التحالف في وسط أوروبا (AFCENT)، بأنه يجب عليها مغادرة الأراضي الفرنسية مع حلول أبريل من عام 1967.
أجبر انسحاب فرنسا من الهيكل العسكري المتكامل لحلف شمال الأطلسي قوات SHAPE وعديد من مقرات ACE الأخرى على مغادرة الأراضي الفرنسية.

#### 31 مارس 1967 – الآن: كاستو، والونيا، بلجيكا
وبما أن فرنسا لم تعد متاحة، اختيرت بلجيكا كدولة مضيفة جديدة للمقر السياسي لحلف شمال الأطلسي ومقرًّا لـ SHAPE.
كان الجنرال ليمان ليمنيتزر، نائب القائد الأعلى للقوات المسلحة البلجيكية في ذلك الوقت، يأمل أن يقوم مقر SHAPE بالقرب من مقر الناتو، كما كان الحال في باريس، لكن السلطات البلجيكية قررت أن يُنشأ المقر على بعد 50 كيلومترًا على الأقل من بروكسل، الموقع الجديد لحلف الناتو، لأن SHAPE كان هدفًا عسكريًا رئيسًا في زمن الحرب. عرضت الحكومة البلجيكية معسكر كاستو، وهو معسكر تدريب صيفي للجيش البلجيكي بمساحة 2 كيلومتر مربع شمال مدينة منس، جنوب غرب بروكسل، وهي منطقة في حاجة ماسة إلى استثمارات اقتصادية إضافية. في سبتمبر من عام 1966، وافق حلف الناتو على أن تستضيف بلجيكا SHAPE في كاستو. أغلقت SHAPE منشأتها في روكينكور بالقرب من باريس في 30 مارس من عام 1967، وفي اليوم التالي أقامت حفلًا بمناسبة افتتاح المقر الجديد في كاستو.

### تغيُّر الدور في هيكل القيادة في حلف شمال الأطلسي

#### 2003–1951: مقر القيادة المتحالفة في أوروبا
منذ عام 1951 وحتى عام 2003، كان SHAPE هو المقر الرئيس للقيادة المتحالفة في أوروبا (ACE).
تأسس هيكل عسكري متكامل لحلف شمال الأطلسي للمرة الأولى، بعد أن أثارت الحرب الكورية تساؤلات حول قوة دفاعات أوروبا ضد الهجوم السوفييتي. كان الخيار الأول لمنصب القائد في أوروبا هو الجنرال الأمريكي دوايت ديفيد أيزنهاور، إذ أدار بنجاح عمليات الإنزال للحلفاء في نورماندي، وغزو الحلفاء الغربيين اللاحق لألمانيا خلال الحرب العالمية الثانية، وسط عديدٍ من الخلافات بين الحلفاء حول السلوك السليم للحملة على الجبهة الغربية. وأعلن مجلس شمال الأطلسي في 19 ديسمبر من عام 1950، تعيين الجنرال أيزنهاور كأول قائد أعلى للقيادة في أوروبا. انتقل المشير الميداني البريطاني السير برنارد لو مونتغومري من منظمة دفاع الاتحاد الغربي (WUDO) السابقة ليصبح أول نائب للقائد الأعلى للقيادة في أوروبا، واستمر في خدمته حتى عام 1958. يقدم المجلد الثالث من كتاب نايجل هاملتون الذي حمل عنوان «حياة مونتغومري في معركة العلمين» وصفًا جيدًا لنهج مونتغومري الدقيق والدؤوب لتحسين جاهزية القيادة. اعتمد المخططون الأوائل لحلف شمال الأطلسي على خطط WUDO وأفرادها على نحوٍ كبير عند تأسيس القيادة.
ثَبُتَ أن وضع ترتيبات القيادة في المنطقة الوسطى التي تضم الجزء الأكبر من قوات حلف شمال الأطلسي، أكثر تعقيدًا بكثير. ففكر الجنرال أيزنهاور في تعيين رئيس أركان (C-in-C) هناك أيضًا، لكنه سرعان ما أدرك أنه سيكون من الصعب إيجاد ترتيب يرضي القوى الثلاث الكبرى التي تمتلك قوات في المركز - الولايات المتحدة والمملكة المتحدة وفرنسا – إذ كانت لديهم وجهات نظر مختلفة بشدة حول العلاقة الصحيحة بين القوة الجوية والبرية. فقرر الجنرال أيزنهاور، مستفيدًا من تجربته في الحرب العالمية الثانية، الاحتفاظ بالسيطرة الكاملة لنفسه ولم يعين قائدًا عامًا للمنطقة الوسطى. وسيكون بدلًا من ذلك ثلاث قيادات عامة منفصلة (جوية وبرية وبحرية).
أُعلن في ديسمبر من عام 1950، أن القوات التي ستخضع في البداية لقيادة الجنرال أيزنهاور ستشكل جيش الولايات المتحدة السابع في ألمانيا، وجيش الراين البريطاني (BAOR)، مع فرقتي المشاة الثانية والسابعة المدرعة التي ستُعزَّز بالفرقة المدرعة الحادية عشرة وفرقة مشاة أخرى، وثلاث فرق فرنسية في ألمانيا والنمسا، والألوية الدنماركية والبلجيكية والنرويجية المستقلة في ألمانيا الغربية، والحاميات الأمريكية والبريطانية في النمسا وإقليم ترييستي المستقل وبرلين. وبعد أربعة أيام من وصول أيزنهاور إلى باريس، في 5 يناير من عام 1951، أعلن وزير الدفاع الإيطالي راندولفو باتشاردي عن تشكيل ثلاث فرق إيطالية «كمساهمة أولية من إيطاليا في الجيش الأطلسي»، وأن هذه الفرق ستخضع أيضًا لسيطرة أيزنهاور.
وقّع الجنرال أيزنهاور على أمر تفعيل القيادة المتحالفة في أوروبا ومقرها في SHAPE في 2 أبريل من عام 1951، وفُعّل مقر القوات المتحالفة في أوروبا الوسطى (AFCENT) في فونتينبلو، فرنسا في عام 1953. وفي ذات اليوم، فُعّل المقر الرئيس التابع لـ ACE في شمال ووسط أوروبا مع المنطقة الجنوبية التي تلتها في يونيو.
مع حلول عام 1954، كانت قوات التحالف تتكون من قوات الحلفاء في شمال أوروبا، في أوسلو، وقوات الحلفاء في وسط أوروبا (فونتينبلو)، وقيادة قوات الحلفاء المشتركة في جنوب أوروبا (باريس/نابولي)، وقوات الحلفاء في البحر الأبيض المتوسط في مالطا.

## مزيد من القراءة
- Jordan, Robert S. Norstad: Cold War NATO Supreme Commander – Airman, Strategist, Diplomat St. Martin's Press, 2000. 350 pp.
- Lt. Col. William A. Knowlton, Early Stages in the Organization of SHAPE, International Organization, Volume 13, No.1, Winter 1959
- Jane's NATO Handbook Edited by Bruce George, 1990, Jane's Information Group ISBN 978-0-7106-0598-6
- Jane's NATO Handbook Edited by Bruce George, 1991, Jane's Information Group ISBN 978-0-7106-0976-2
- Vojtech Mastny, Sven S. Holtsmark, Andreas Wenger (ed.), War Plans and Alliances in the Cold War: Threat Perceptions in the East and West